# La Lande-sur-Drôme
La Lande-sur-Drôme is een plaats en voormalige gemeente in het Franse departement Calvados in de regio Normandië en telt 63 inwoners (2009).

## Geschiedenis
La Lande-sur-Drôme maakte deel uit van het kanton Caumont-l'Éventé totdat dit op 22 maart 2015 werd opgeheven en de gemeente werd opgenomen in het kanton Aunay-sur-Odon. Op 1 januari 2017 fuseerde de gemeente met Dampierre, Saint-Jean-des-Essartiers en Sept-Vents tot de commune nouvelle Val de Drôme, waarmee La Lande-sur-Drôme werd overgeheveld van het arrondissement Bayeux naar het arrondissement Vire.

## Geografie
De oppervlakte van La Lande-sur-Drôme bedraagt 1,6 km², de bevolkingsdichtheid is dus 39,4 inwoners per km².
De onderstaande kaart toont de ligging van La Lande-sur-Drôme met de belangrijkste infrastructuur en aangrenzende gemeenten.

## Demografie
Onderstaande figuur toont het verloop van het inwonertal (bron: INSEE-tellingen).
Vanwege een beveiligingsprobleem met de MediaWiki Graph-software is het momenteel niet mogelijk deze grafiek weer te geven. Zodra de software is bijgewerkt zal de grafiek vanzelf weer zichtbaar worden.
Dampierre · La Lande-sur-Drôme · Saint-Jean-des-Essartiers · Sept-Vents